# 正しさについて
『正しさについて』、または『正義について』（希: Περὶ Δικαίου, 羅: De Justo, 英: On Justice）とは、プラトン名義の短篇の対話篇。偽書。

## 構成

### 登場人物
ソクラテス、無名氏

### 年代・場面設定
ソクラテスが相手に「正しさ」について問うところから話が始まる。

### 補足
ソクラテスが無名と相手と2人だけで終始問答する構成は、本篇の他には、偽書の疑いが強い『ヒッパルコス』『ミノス』にのみ見られる。
『正しさ（正義）について』という題名は、『国家』の副題と同じ。

## 日本語訳
- 『プラトン全集 15』 副島民雄訳、岩波書店、1975年, 2006年